# Mirosław Nowaczyk (filozof)
Mirosław Nowaczyk (ur. 24 października 1931 w Kaliszu, zm. 26 lutego 2007 w Warszawie) – polski filozof i religioznawca, profesor nauk humanistycznych, członek Polskiego Towarzystwa Religioznawczego.

## Wykształcenie i kariera zawodowa
Studiował na Uniwersytecie Łódzkim i Uniwersytecie Warszawskim. W roku 1959 obronił pracę magisterską pt. „Fryderyk Wilhelm Nietzsche jako filozof religii”. W latach 1963–1966 był doktorantem w Instytucie Filozofii i Socjologii PAN. W roku 1966 obronił napisaną pod kierunkiem Andrzeja Nowickiego rozprawę pt. „Ewolucjonizm w religioznawstwie”. W roku 1976 uzyskał stopień doktora habilitowanego na podstawie rozprawy pt. „Filozofia a historia religii we Włoszech (1873–1973). W roku 1990 nadano mu tytuł naukowy profesora. W latach 1994–1999 był przez dwie kadencje członkiem Centralnej Komisji do Spraw Stopni i Tytułów.
Wieloletni pracownik i profesor w IFiS PAN. W latach 1973–1980 pełnił funkcję zastępcy dyrektora Instytutu. W latach 1981–2001 kierował Zakładem Filozofii i Socjologii Religii IFiS PAN. Należał do grupy założycieli powstałego w 1958 Polskiego Towarzystwa Religioznawczego. Pełnił funkcje członka komitetu redakcyjnego wydawanego przez PTR pisma naukowego „Euhemer. Przegląd Religioznawczy" (od roku 1992 „Przegląd Religioznawczy”). W latach 1981–1992 redaktor pisma „Studia Religioznawcze”. Przez wiele lat zasiadał również w redakcjach „Studiów Filozoficznych” oraz serii wydawniczej Conferenze Stacji Naukowej PAN w Rzymie.

## Poglądy
Uważany za przedstawiciela historyzmu w polskim religioznawstwie. Prowadził badania w zakresie historii, teorii i metodologii religioznawstwa, historii chrześcijaństwa, filozofii i polityki lewicy chrześcijańskiej, modernizmu i neomodernizmu katolickiego oraz historii i filozofii włoskiej.
W jego rozwoju naukowym można wyodrębnić trzy główne okresy. Pierwszym z nich jest neoewolucjonizm; drugim materializm historyczny; trzecim zaś historyzm kulturowy. Szczególny wpływ na myśl Nowaczyka (zwłaszcza na rozumienie kultury i religii) wywarły: immanentyzm; racjonalistyczny antropologizm oraz possibilzm historyzmu kulturowego. W swoich badaniach religioznawczych odwoływał się do pluralizmu metodologicznego. Uważał, że religioznawstwo należy rozumieć jako zespół dyscyplin religioznawczych.

## Pobyty i studia we Włoszech
W latach 1966–1990 wielokrotnie odwiedzał Włochy, głównie Rzym. Pod kierunkiem prof. Franco Lombardiego z Uniwersytetu Rzymskiego studiował historię filozofii włoskiej. Uczęszczał także na wykłady prof. Angelo Brelicha. Nawiązał współpracę z religioznawcami z tzw. „szkoły De Martino”, prof. Clarą Gallini i prof. Vittorio Lanternarim. 

## Uczniowie
Wypromował dziewięciu doktorów. W gronie tym znaleźli się m.in. (kolejność alfabetyczna): Adam Jan Karpiński, Jerzy Kojkoł, Zofia Marzec, Zbigniew Mikołejko, Piotr J. Przybysz i Zbigniew Stachowski.  

## Pozostałe informacje
Poza typowymi tekstami naukowymi publikował również artykuły poświęcone plastyce a w 1991 wydał zbiór opowiadań pt. „Fotografie na śniegu”. 
Pochowany na Cmentarzu Komunalnym Północny w Warszawie (kwater S-IX-1, rząd 7, miejsce 5). 

## Wybrane publikacje
- Religia w myśli Gentilego (2002)
- Lanternari i szkoła rzymska antropologii religii (2000)
- Libertas. Ideologia polityczna Chrześcijańskiej Demokracji we Włoszech (1992)
- Włoska lewica chrześcijańska (1990)
- Ewolucjonizm kulturowy a religia (1989)
- Filozofia a historia religii we Włoszech 1873–1973 (1974)

### Jako współautor i redaktor
- Leksykon religioznawczy (2000)
- Filozofia i myśl społeczna Jana Pawła II (1983)
- Filozofia i kultura włoska (1980)